# CZW World Tag Team Championship
Il CZW World Tag Team Championship è il titolo di coppia della Combat Zone Wrestling. Debuttò il 13 febbraio 1999, quando Jon Dahmer e Jose Rivera Jr. lo vinsero per la prima volta. Anche se è un titolo a coppia per una volta il wrestler Justice Pain lo ha ottenuto da solo.
Gli attuali campioni sono Azrieal e Bandido jr, che lo conquistarono il 12 novembre 2011. Sabian è stato campione in coppia per sei volte. In generale, si sono succeduti 47 vincitori, 58 lottatori e 34 squadre oltre che quattro posti vacanti.